# Теке (Лесото)
Теке (англ. Teke) — одна з місцевих громад, що розташована в районі Мохалес-Хук, Лесото. Населення місцевої громади у 2006 році становило 5 403 особи.